# 모둠

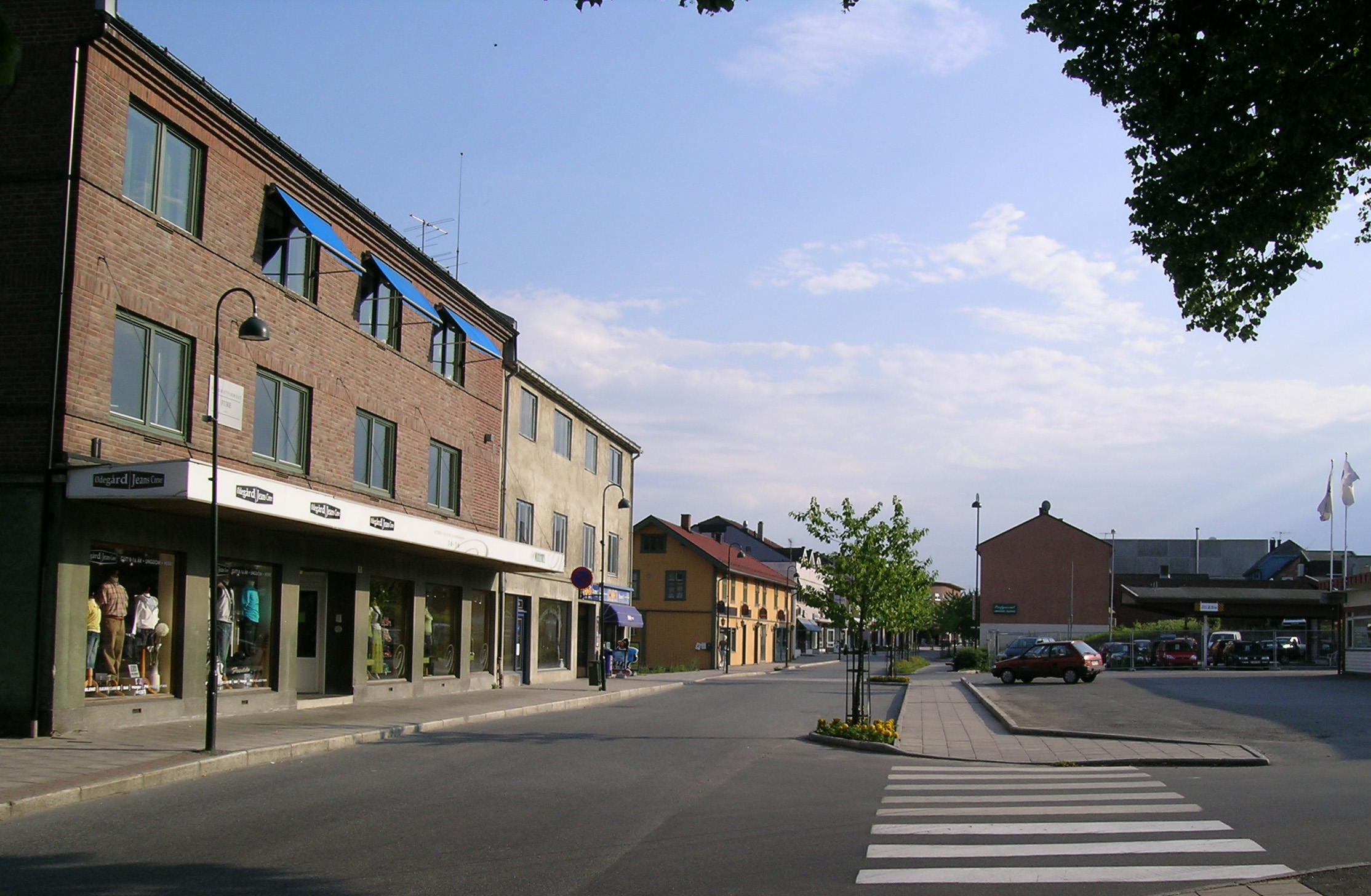
모둠

모둠의 위치

모둠(노르웨이어: Modum)은 노르웨이 부스케루주의 도시이자 지방 자치체로 행정 중심지는 비케르순(Vikersund)이며 면적은 515 km2, 인구는 12,594명(2004년 기준), 인구 밀도는 27명/km2이다.

시 문장